# Przyłęk (województwo podkarpackie)
Przyłęk – wieś w Polsce położona w województwie podkarpackim, w powiecie kolbuszowskim, w gminie Niwiska.
W latach 1975–1998 miejscowość położona była w województwie rzeszowskim.
| SIMC    | Nazwa         | Rodzaj    |
| ------- | ------------- | --------- |
| 0657326 | Dolny Przyłęk | część wsi |
| 0657332 | Górny Przyłęk | część wsi |

We wsi znajduje się bunkier wybudowany w 1944 roku.
Od 1967 roku w Przyłęku działa Ludowy Klub Sportowy "Marmury" Przyłęk, którego drużyna piłkarska w sezonie 2024/2025 rozgrywa mecze w rozgrywkach klasy B.
W miejscowości znajduje się również zakład obróbki kamienia oraz wytwórnia mas bitumicznych.